# Hendrik Christiaan van de Leur

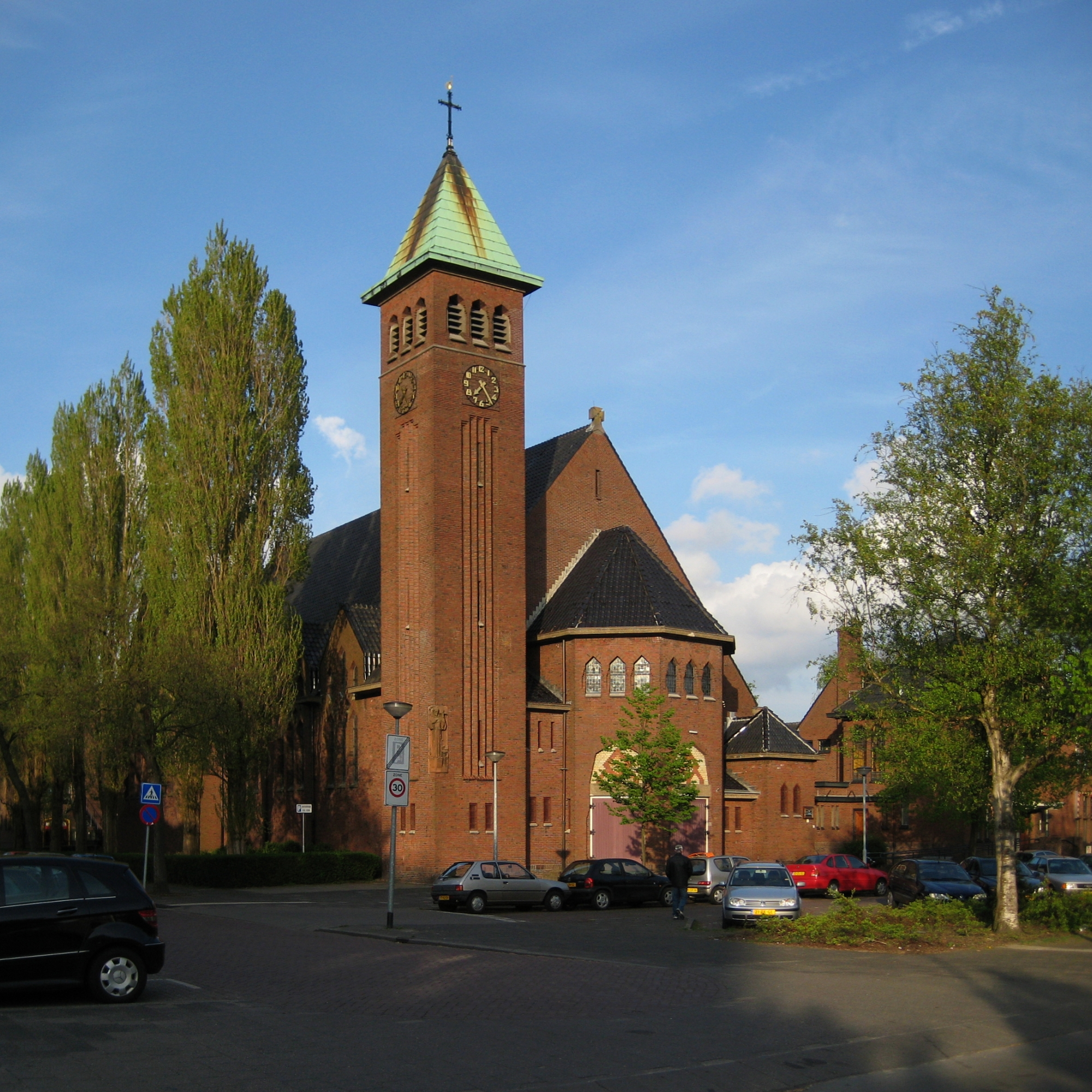
De Sint-Franciscuskerk in Groningen (2010)

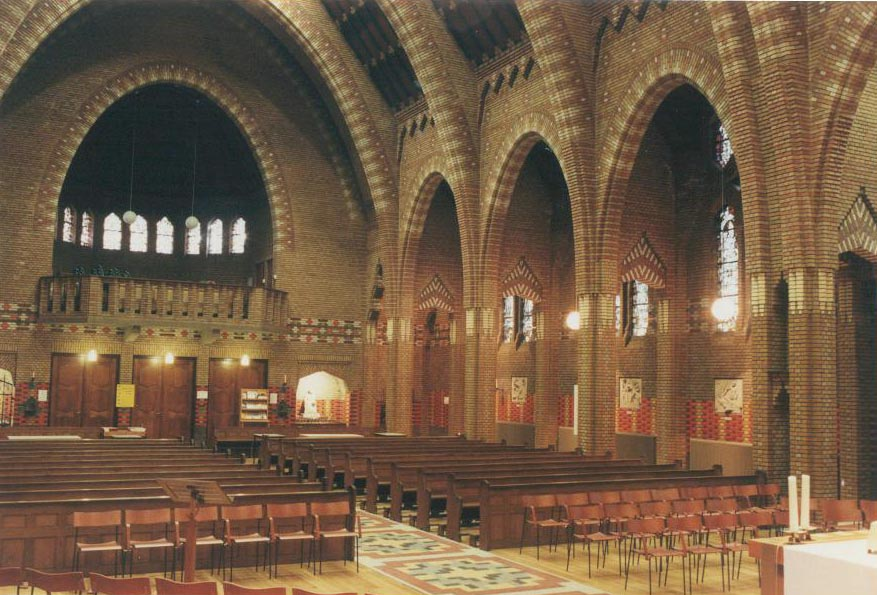
Interieur van de Sint-Franciscuskerk in Groningen (1997)

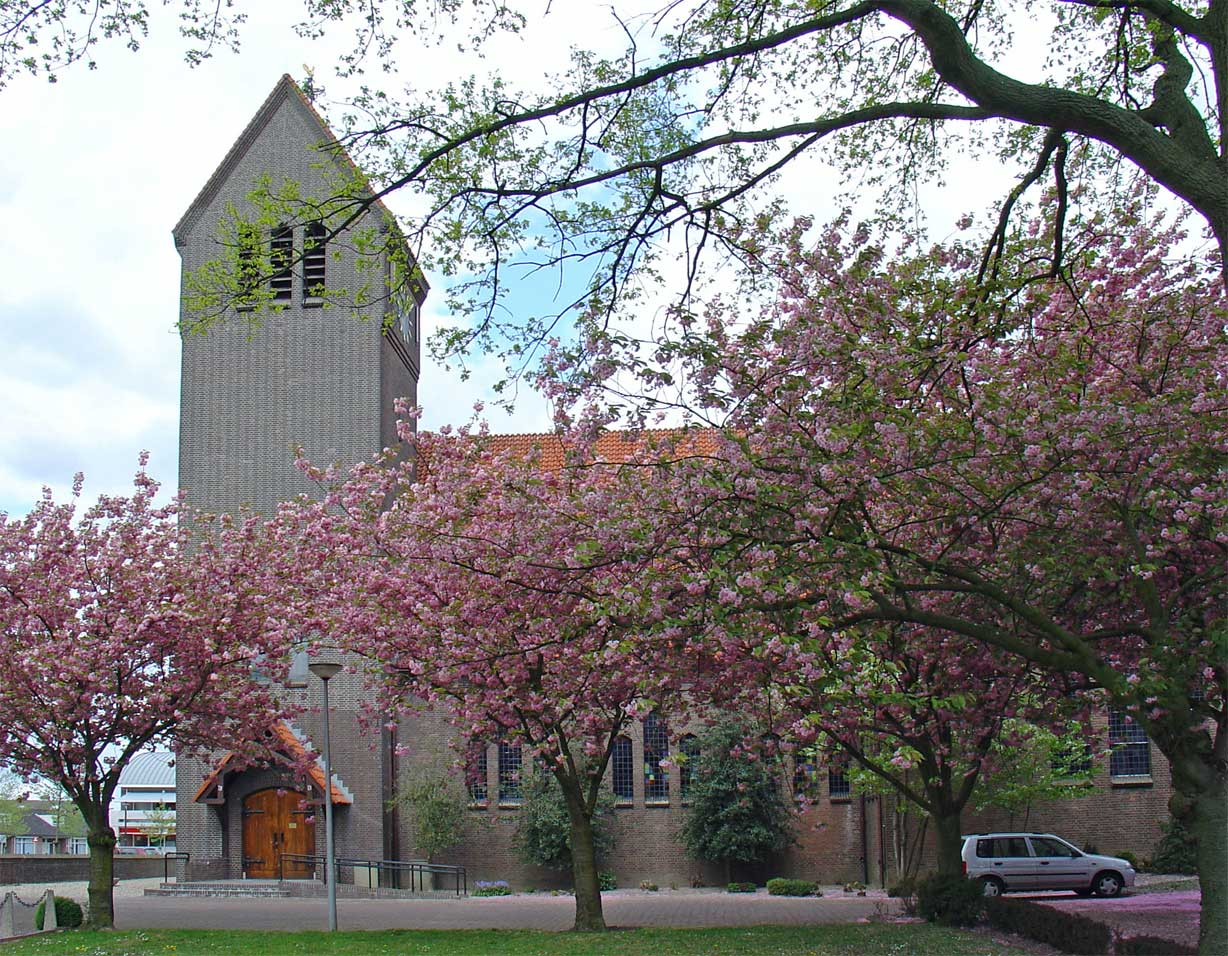
De Remigiuskerk in Leuth (2007)

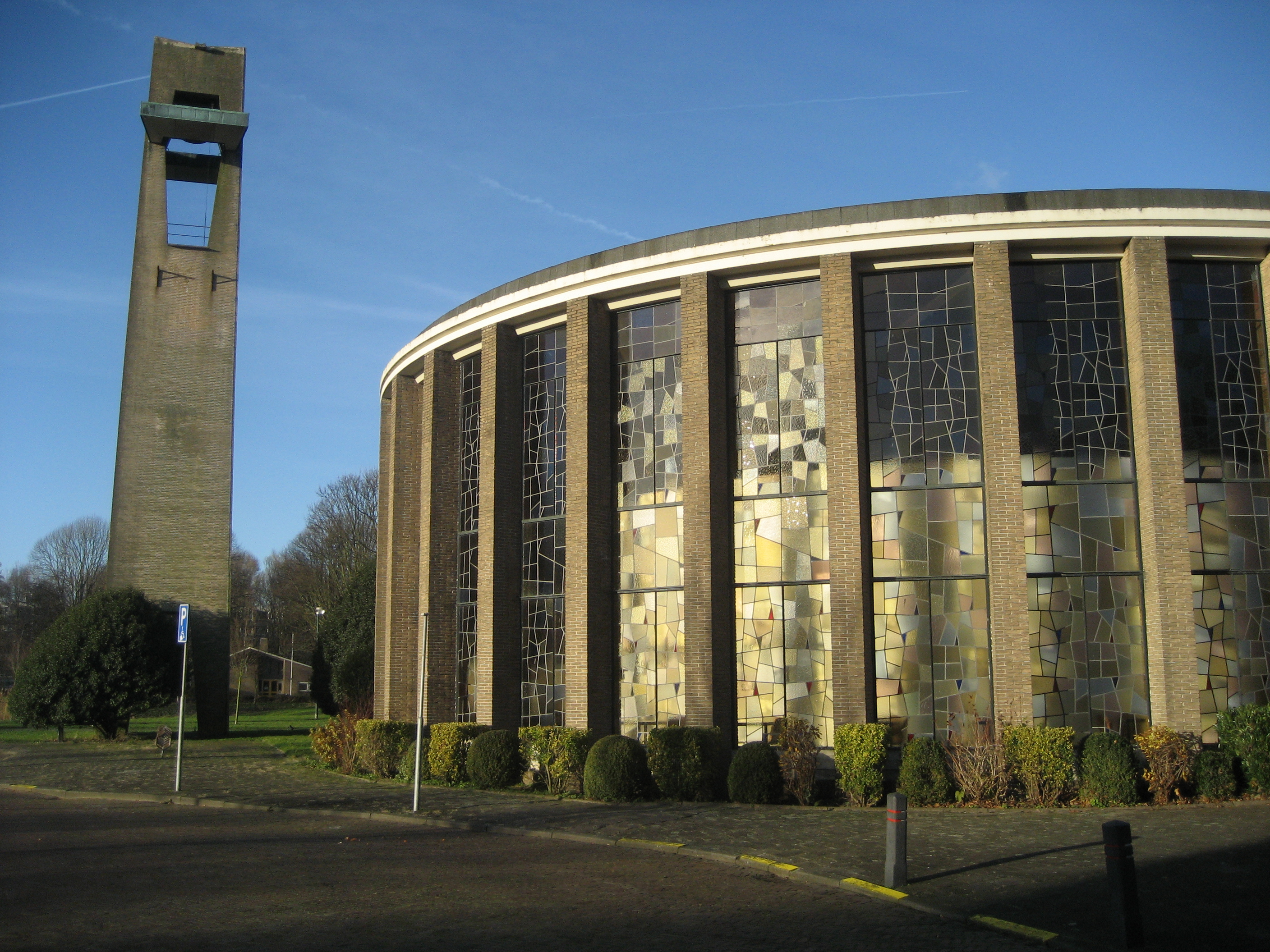
Jozef-Opifexkerk, Leidschendam (1960)

Hendrik Christiaan van de Leur (Velsen, 12 augustus 1898 - Nijmegen, 8 januari 1994) was een Nederlands architect.

## Leven en werk
Van de Leur ontving op de ambachtsschool in Utrecht zijn opleiding tot timmerman en schoolde zich 's avonds bij tot architect. Op 1 augustus 1922 trad de 24-jarige Van de Leur in dienst bij de Franse monnik-architect Dom Bellot, een Benedictijn die een architectenbureau had in de Paulusabdij in Oosterhout en  kerken en gebouwen ontwierp. Van de Leur werkte ze uit in bestektekeningen, regelde de bouwvergunningen en de andere administratieve zaken. Hij werd al snel meer betrokken bij het toezicht op de bouw van de ontwerpen.
In deze periode was Van de Leur betrokken bij de realisatie van de volgende gebouwen van Dom Bellot:
- 1923: Uitbreiding van de Sint-Gertrudiskerk te Heerle,
- 1923: Uitbreiding van het Gymnasium Augustinianum een nieuwe vleugel met kapel voor de Augustijnen te Eindhoven,
- 1924: Bouw Sint-Adalbertkapel op kerkhof van Bloemendaal,
- 1926: Bouw H. Maria Onbevlekt Ontvangen te Waalwijk (Besoyen),
- 1928: Bouw complex Sint-Theresia in Nijmegen (kerk, klooster en scholen)
- 1929: Bouw H. Maria Onbevlekt Ontvangen te Leerdam en
- 1929: Bouw Heilig Hartkerk te Eindhoven (Gestel).

Op 1 januari 1929 werd Van de Leur associé-compagnon van Bellot. Dom Bellot keerde terug naar het klooster te Wisques (Frankrijk) en zou daar zijn architectenpraktijk voortzetten. 
Van de Leur vestigde zich per 1 september 1929 in Nijmegen en begon als zelfstandig architect.
In deze eerste periode maakte hij ontwerpen voor de volgende kerken: 
- 1929: Uitbreiding Matthiaskerk te Oploo,
- 1929: Uitbreiding Antoniuskerk van Sint Anthonis,
- 1932: Uitbreiding kerk te Beugen,
- 1932 - 1933: Bouw Sint-Lambertuskerk te Vorstenbosch,
- 1932 - 1933: Uitbreiding Petruskerk te Berlicum,
- 1932 - 1934: Bouw Sint-Franciscuskerk te Bolsward,
- 1932 - 1934: Bouw Sint-Franciscuskerk te Groningen,
- 1933 - 1934: Bouw Sint-Remigiuskerk te Leuth,
- 1934 - 1935: Bouw Gerardus Majellakerk te Utrecht.

In 1936 was Van de Leur bisschoppelijk inspecteur geworden voor het Bisdom 's-Hertogenbosch. Dit werk hield in de plannen van pastoors en kerkbesturen bekijken. Hij ontwierp intussen ook woonhuizen en scholen.
Toen de oorlog begon had Van de Leur drie projecten lopen waarmee hij langzaam aan met zijn tijd mee ging. Het betreft hier:
- 1938: Bouw Kerk van Onze Lieve Vrouw ten Hemelopneming in De Meern,
- 1939 - 1940: Bouw Sint-Leonarduskerk te Helmond en
- 1940: Uitbreiding klooster Mariëndaal te Groesbeek (kapel en verblijven).

Na de oorlog ontwierp hij de kerk van Woezik (1946), de Sint-Lambertuskerk van Drunen (1950-1952), de kerk van Deest (1950-’51) en de Drievuldigheidskerk van Bloemendaal (1952-’53). Hij sloot zich meer en meer aan bij de algemene stijl van de rooms-katholieke kerkenbouw van rond 1950, de Bossche school. 
Twee speciale opdrachten vielen Van de Leur ten deel in de jaren 50: de door oorlogshandelingen zwaar beschadigde kerken van Berlicum en van Beugen werden hersteld. De Onze Lieve Vrouwekerk van Beugen is weer in de oude gotische stijl hersteld, terwijl de Petruskerk van Berlicum daarentegen een Bossche-stijl achtig front kreeg.
Omstreeks 1960 is de Johannes de Doperkerk te Ewijk gerestaureerd en onder architectuur van Van de Leur voorzien van een nieuwe westgevel met ingangspartij. In dat jaar bouwde hij ook de moderne Jozef-Opifexkerk te Leidschendam.
Twee jaar later bouwde hij in Nijmegen, in de stadswijk Brakkenstein, zijn laatste nieuwbouwkerk,
Vanaf 1970 bouwde Van de Leur alleen nog profane gebouwen: huizen en schoolgebouwen. Ook begon Van de Leur op latere leeftijd nog aan een carrière als binnenhuisarchitect. Zijn belangrijkste werk uit deze tijd is wel de reconstructie van een “Via Orientalis” in het huidige Museumpark Orientalis in het dorp Heilig Landstichting. Deze opdracht hield in een straat te bouwen, zoals deze er in het Jeruzalem dat in de Bijbel wordt beschreven moet hebben uitgezien.
Dit museum staat tegenover zijn woonhuis, dat hijzelf had ontworpen en waarin hij tot op hoge leeftijd heeft mogen wonen.
Hendrik Christiaan van de Leur is op 8 januari 1994 in Nijmegen overleden.